# $

Dollar-Zeichen mit zwei senkrechten Strichen

Das Dollarzeichen $ (auch Pesozeichen) ist ein Währungssymbol. Es wird als großes S mit einem oder zwei vertikalen Strichen dargestellt und zur Kennzeichnung einer Vielzahl von Währungen benutzt, siehe Liste von Dollarwährungen.

## Verbreitung
Das Zeichen, ursprünglich ein Gewichtszeichen für Gold, wurde zunächst für den spanisch-mexikanischen Peso (Piaster) verwendet. Von Mexiko aus wurde es mit der Einführung der US-Währung in den 1780er und 1790er-Jahren von den Vereinigten Staaten mit dem Wort „Dollar“ übernommen. Die ursprüngliche Funktion als Goldmaßzeichen wurde dadurch zurückgedrängt.
Das Zeichen wird heute als universelles Währungssymbol für alle als Dollar oder Peso bezeichneten Währungen verwendet, oft zusammen mit einem Buchstabenkürzel, so dass Eindeutigkeit gewährleistet ist (zum Beispiel US$). Daneben wird oder wurde es benutzt für den bolivianischen Peso Boliviano, den malayischen Ringgit, den nicaraguanischen Córdoba, den portugiesischen Escudo (mit zwei Strichen, siehe Cifrão), den samoanischen Tala, sowie für den tongaischen Paʻanga.
In Kuba wird das Dollarzeichen sowohl für den Peso convertible als auch für den kubanischen Peso verwendet, wobei der konvertible Peso im Regelfall zwei senkrechte Striche und der nationale Peso einen senkrechten Strich durch das S zeigt.

## Theorien über den Ursprung
Das Zeichen taucht spätestens in den 1770er Jahren zunächst in Handschriften im Geschäftsverkehr zwischen Mexiko und den britischen Kolonien Nordamerikas zur Kennzeichnung der spanischen Währung auf. Die Herkunft lässt sich nicht eindeutig belegen, es ist aber wahrscheinlich, dass es sich im Laufe der Zeit aus der handschriftlichen Abkürzung Ps für Peso(s) oder Piaster (ursprünglich Gewichtsmaße) entwickelt hat.

Die Säulen des Herakles auf dem Wappen Spaniens

Oft wird das Zeichen auch als stilisiertes Symbol für die Säulen des Herakles gesehen, die den (spanischen) Anspruch auf überseeische Herrschaft symbolisieren. Ursprünglich waren die Säulen des Herakles ein Symbol für das Ende der bewohnbaren Welt, dem entsprach der Spruch nec plus ultra. Da beginnend mit Christoph Kolumbusʼ Entdeckungsfahrten neue Länder im Westen entdeckt wurden, wählte Kaiser Karl V. die Säulen des Herakles mit der Devise „Plus Ultra“ als persönliches Symbol, das auch auf seine Münzen geprägt wurde und sich so als Gewichtszeichen für Gold durchsetzte. Die beiden Striche wären so als Säulen und das „S“ als stilisiertes Spruchband zu lesen. Allerdings war die Schreibweise mit einem Strich beim Zeichen für „Peso“ von Anfang an ebenfalls üblich.
Eine andere Theorie erklärt den Ursprung des Zeichens aus dem alten portugiesischen Cifrão, einem Zahlentrennzeichen, das ebenso als S mit zwei senkrechten Strichen geschrieben wurde. Weniger wahrscheinlich ist, dass das Zeichen aus einer Ligatur entstanden ist, wie dies beispielsweise beim Pfund-Symbol £ (einer Verbindung der Buchstaben l und b) der Fall ist. Die Annahme, dass die Entstehung des Zeichens in den jungen Vereinigten Staaten vor sich ging und sein Ursprung ein durch einen Strich als Abkürzung gekennzeichnetes s für den Schilling der britischen Währung oder die britische Schreibweise „8/“ für acht Schilling war (in manchen US-Staaten der Wert eines Peso), ist wohl falsch.
Eine weitere Theorie favorisiert die Entwicklung aus dem Kürzel „P8“ für den Peso, der einen Wert von acht Reales hatte. Ein gängiger „spanischer Dollar“ war damals eine 8-Reales-Münze, genannt „Stück von Achten“ in der Literatur oft auch unter dem englischen Namen „pieces of eight.“ Die These, $ komme von der römischen Abkürzung IIS oder HS für die römische Münze Sesterz, gilt als widerlegt, obwohl die frühen Vereinigten Staaten gerne Anleihen beim alten Rom nahmen (Kapitol, Senat).

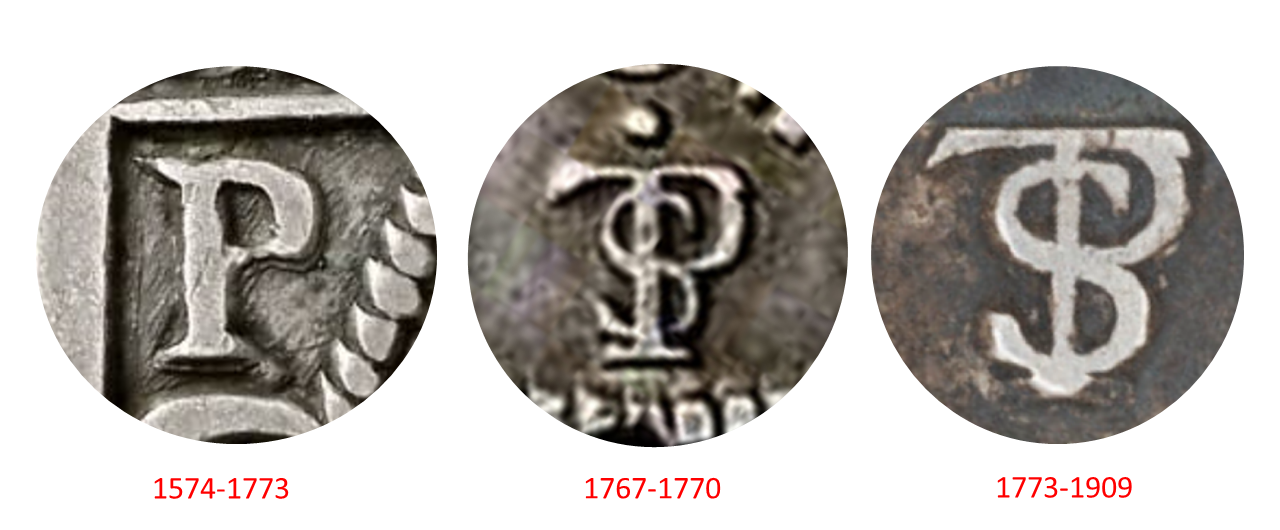
Details der Prägestempel von Potosí

Eine andere Theorie besagt, dass das Dollarzeichen von einem Prägestempel auf den Silbermünzen aus der damaligen Kolonialstadt Potosí im heutigen Bolivien stammt. Dazu wurden die im Namen der Stadt vorkommenden Buchstaben P, T und S einfach übereinandergelegt und so entstand sozusagen das Label für 'made in Potosi'. Der Berg Cerro Rico am Rande der Stadt lieferte die dafür begehrten Erze wie Silber und Kupfer, die unter menschenunwürdigen Bedingungen abgebaut wurden bzw. werden. Vor allem wegen der hohen Qualität und Reinheit des Silbers waren diese Münzen weltweit hoch geschätzt und standen für eine wertvolle Währung.

## Andere Verwendungen
Für das Zeichen $ wurde 1963 von der American Standards Association im Standard X3.4-1963 (bekannt als ASCII) der Zeichenplatz 36 (Hexadezimal: 24) vorgesehen. ASCII und andere 7-Bit-Code-Standards wie ECMA-6 sahen noch die alternative Verwendung anderer Währungszeichen an derselben Stelle vor. In 8-Bit-Codes wie ISO 8859 wurde die Zuordnung von $ zu dem Zeichenplatz 36 festgeschrieben und findet sich an derselben Stelle auch im Unicode-Standard.
Durch die frühe Standardisierung des Zeichens in Zeichensätzen und die dadurch bedingte Präsenz auf Tastaturen für Terminals und Computer fand das Zeichen auch Verwendung als syntaktisches Element in Programmier- und Datenverarbeitungssprachen.
Beispiele:
- In der Programmiersprache BASIC als Suffix zur Kennzeichnung von Zeichenketten-Variablen und -Funktionen (beispielsweise S$, CHR$() usw.). Da es somit eine Textvariable kennzeichnete, wird das Dollarzeichen noch heute gelegentlich „String“-Zeichen genannt.
- In der Programmiersprache Pascal und einigen Assemblersprachen als Präfix für hexadezimale Konstanten (beispielsweise $0A000)
- In vielen Unix-Shells als Präfix zur Kennzeichnung von Variablen und Spezialvariablen (beispielsweise $PATH, $1, $!), des Weiteren zeigt es am Ende des Eingabepromptes einer Shell normale Benutzerrechte an (im Gegensatz zu root-Rechten mit dem #).
- In den Programmiersprachen PHP, Perl, Tcl etc. als Präfix zur Kennzeichnung von Variablen. (beispielsweise $anzahl, $sql)
- In der Programmiersprache Ruby als Präfix zur Kennzeichnung globaler Variablen.
- In regulären Ausdrücken als Anker für das Ende des Strings oder das Zeilenende.
- Im Textsatzsystem LaTeX zum Umschalten in den einfachen mathematischen Modus.
- In Tabellenkalkulationsprogrammen (zum Beispiel OpenOffice Calc, Microsoft Excel) zur absoluten Referenzierung einer bestimmten Zelle.
- In CP/M wird das $-Zeichen als Abschluss für Strings bei der Bildschirmausgabe benutzt. DOS hat diese Funktion übernommen. (Beispielsweise wird "Hello World$" in der Ausgabe zu Hello World.)

Im Unicodeblock Verschiedene piktografische Symbole wurde unter Code U+1F4B2 ein hervorgehobenes Dollarzeichen (💲) eingeführt.